# Geraldine Brooks (aktorka)
Geraldine Brooks (ur. 29 października 1925, zm. 19 czerwca 1977) – amerykańska aktorka filmowa i telewizyjna.

## Filmografia
seriale
- 1946: Lights Out
- 1954: Climax! jako Emma Herich
- 1961: Bus Stop jako Katherine Barnes
- 1972: Ulice San Francisco jako Alice Williams
- 1976: The Dumplings jako Angela Dumpling

film
- 1947: Opętana jako Carol Graham
- 1949: Niebezpieczna decyzja jako Bea Harper
- 1975: Pan Ricco jako Katherine Fremont

## Nagrody i nominacje
Za rolę Katherine Barnes w serialu Bus Stop została nominowana do nagrody Emmy.